# ديارة شرف (القفر)

تعديل مصدري - تعديل

ديارة شرف محلة تابعة لقرية العتبة، التابعة لعزلة بني مبارز بمديرية القفر إحدى مديريات محافظة إب في الجمهورية اليمنية، بلغ تعداد سكانها 33 حسب تعداد اليمن لعام 2004.